# Matière organique
Ne doit pas être confondu avec Composé organique.
Pour les articles homonymes, voir Matière, Organique et MO.

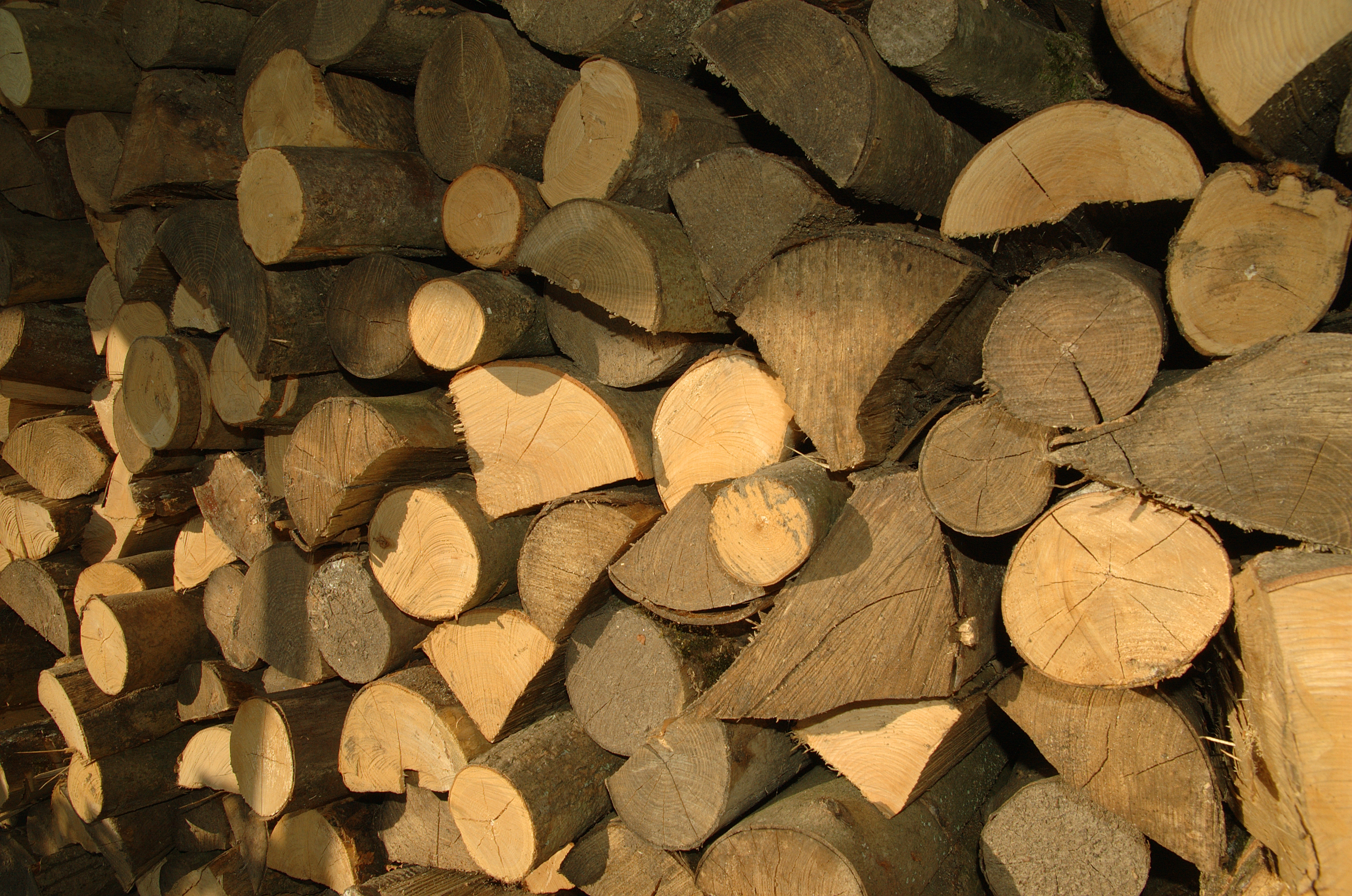
Le bois est essentiellement composé de matière organique (lignine et cellulose principalement), très dense en carbone.

La matière organique (parfois abrégée MO) est la matière fabriquée par les êtres vivants (végétaux, animaux, champignons et autres décomposeurs dont micro-organismes).
La matière organique compose leurs tissus (tige, coquille, muscles, etc). Elle compose la biomasse vivante et morte (nécromasse) au sein d'un cycle décomposition/biosynthèse où une part de cette matière est fossilisée (charbon, pétrole, gaz naturel), minéralisée ou recyclée dans les écosystèmes et agroécosystèmes.
Elle est à l'origine de la couleur thé (acides humiques) des eaux s'écoulant dans les forêts ou tourbières, et de la couleur noire des sols riches en humus ou de certains sédiments très riches en matière organique.
Via les complexes argilo-humiques, elle joue un rôle important dans la cohérence et la stabilité des sols,. Elle peut être localement concentrée dans les sédiments et dans le noyau vaseux des estuaires, avec alors un comportement et une évolution biochimique particuliers,, notamment lors du passage de l’eau douce à l’eau salée. Améliorer le taux de carbone d'un sol améliore sa fertilité.
Il existerait aux environs de 200 minéraux organiques, c'est-à-dire formés de matières organiques minéralisées.

## Spécificités
La matière organique se distingue du reste de la matière — minérale —, à plusieurs titres : une faible proportion dans l'univers ; le rôle central joué par le carbone ; une évolution rapide au sein de cycles notamment dans les écosystèmes où elle passe par des étapes de décomposition.

## Quantité
Il est encore difficile d'évaluer la masse totale de carbone organique dans les sols. On considère que le carbone des sols est principalement situé en zone tropicale et subtropicale où l'on estimait (très grossièrement, dans les années 1990) que cette masse est d'environ 1,22 × 1015 kg. Pour le monde entier, cette masse est estimée à  2,456 × 1015 kg, soit plus de trois fois la masse de tous les matériaux organiques situés au-dessus de la surface de la Terre (sous forme d'arbres, d'autres plantes, de microbes, plancton et micro-organismes principalement). La gestion du carbone des sols a donc une grande importance sur le taux de CO2 atmosphérique.
La matière organique vivante constitue une part infime de tout le carbone planétaire d'origine organique, puisque le carbone organique fossile (gaz, pétrole, charbon) a une masse qui a été évaluée à 4 × 1015 kg,.
Selon Novotny & al. (2009) , du carbone se stocke dans le sol de manière continue au rythme d'environ 5,67 × 1013 kg/an, provenant des feuilles mortes, du bois mort, des cadavres et excréments animaux, alors que les émissions de carbone sont évaluées à 5,50 × 1013 kg/an (ou 55 GtC/an). En regard, les émissions anthropiques dues à la combustion de tous les agents fossiles étaient en 2022 de 10,139 GtC/an, soit aussi 37,150 GtCO2/an.

## Caractères chimiques
Du point de vue de la chimie, le propre de la matière organique est d'être organisée à partir d'eau et de matières carbonées, de ses propriétés en combinaison avec les quelques éléments avec lesquels il s'associe abondamment dans la nature (hydrogène, oxygène, azote, etc.). La chimie organique, puis la biochimie, se sont développées par l'étude de la multitude de ces composés organiques aux propriétés et comportements particuliers, en comparaison de la chimie inorganique. Le caractère organique ou non d'une substance est ainsi le distinguo essentiel du chimiste, préalable à toute autre investigation, beaucoup des procédés et technologies de la chimie différant fortement selon ce critère.
Particulièrement à partir du pétrole, du charbon ou du gaz, la chimie permet d'élaborer des « composés organiques » inconnus dans la nature. Cependant pour ce caractère artificiel, les composés ne font pas ordinairement partie de la matière organique, certains comme les plastiques étant peu biodégradables, d'autres pouvant nuire aux cycles naturels de la biomasse.

## Caractères écologiques
D'un point de vue global, la matière organique est la « matière vivante » (la biomasse) ou qui l'a été et est devenue la nécromasse. De ce point de vue, plus la matière organique est importante, plus la vie semble intense ou la nature semble présente et diversifiée au sein de divers écosystèmes dans lesquels chaque organisme vivant tient une place avant de mourir et de se décomposer.
À l'intérieur d'espaces géographiques délimités, une approche biologique de la matière organique se réalise par inventaire des espèces végétales et animales présentes, c'est-à-dire sa biodiversité. La faune joue un rôle important dans la formation, dispersion et qualité de la matière organique du sol.
Dans des approches restreintes mais utiles à l'homme, la matière organique est vue, dans un site donné, comme une ressource ou le potentiel de génération d'organismes divers, par exemple comme partie du sol le fertilisant, ou recyclable par mise en compost ou source de biogaz.
Les êtres vivants comprenant surtout de l'eau (90 % d'un végétal, 65 % d'un être humain), la matière organique — eau exclue — constitue un faible pourcentage de la masse des organismes, mais une forte part de la matière sèche, par exemple après déshydratation.
On distingue parfois la matière organique naturelle et celle qui est d'origine anthropique ; l'homme, par ses activités, a fortement modifié le cycle de la matière organique.

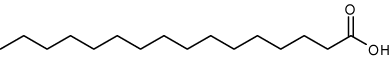
Structure de l'acide palmitique, constituant de l'huile de palme utilisée dans l'alimentation mais aussi pour produire des biocarburants.

## Biodégradabilité et cycle
Dans les sciences de l'environnement, la matière organique est essentiellement associée à l'état de décomposition, état qui suit la mort de l'organisme et le fait entrer dans de nouveaux cycles. De ce point de vue, des composés organiques de synthèse, comme les matières plastiques ne sont généralement pas biodégradables (au point d'être considérées comme une source de pollution, leur cycle de décomposition étant trop lent pour participer positivement aux écosystèmes et leurs colorants ou additifs pouvant négativement perturber le fonctionnement des écosystèmes).

### Facteurs contrôlant les taux de décomposition de la matière organique
Le travail de décomposition est réalisé par des bactéries, champignons, nématodes et autres organismes nécrophages, coprophages ou décomposeurs.
On distingue généralement trois types de facteurs susceptibles d’influer sur la vitesse et qualité de la décomposition :
- facteurs environnementaux 
  - aération
  - température
  - humidité
  - pH du sol ou substrat
  - présence éventuelle d’inhibiteurs freinant le métabolisme des décomposeurs (métaux lourds, biocides, etc.)
- qualité de la matière organique introduite dans le système 
  - taille et forme des résidus organiques
  - rapport C/N des résidus organiques ou du sol complet
- taux de décomposition de la matière organique ; il varie selon la proportion des composés suivants, présentés dans un ordre correspondant à la décomposition de la plus rapide à la plus lente : 
  - sucres, amidons et protéines simples
  - hémicellulose
  - cellulose
  - graisses, cires, huiles, résines
  - lignine, composés phénoliques, chitine, etc.

### Pédologie
La matière organique des sols représente l'ensemble des constituants organiques des sols. Elle a une provenance majoritairement végétale (feuilles, bois, racines des plantes en forêt ou prairie, résidus de culture, fumiers, composts, tourbe, etc.), microbienne ou animale (cadavres, faune du sol). Constituée majoritairement de carbone, cette matière organique représente un réservoir important de carbone à l'échelle planétaire (environ trois fois la quantité de C qui existe dans l'atmosphère sous forme de CO2). Dans le sol, la matière organique assure de nombreuses fonctions (fourniture d'éléments minéraux nutritifs aux plantes, rétention d'eau, agrégation des particules du sol, nourriture d'une grande diversité d'organismes vivant dans le sol, etc.).

### Cycles de l'eau
Dans l'eau des fleuves et des océans, la matière organique se présente sous plusieurs formes :
- la matière organique particulaire, dont une partie va constituer le sédiment ;
- la matière organique dissoute, volatile et non volatile, plus mobile.

La présence des matières organiques est très importante du point de vue de la qualité de l'eau. Le caractère biodégradable de la matière organique est particulièrement déterminant. La demande biologique en oxygène (DBO) rend compte de la biodégradabilité d'une pollution organique dans une eau, du fait que les micro-organismes sont avides de matière organique. La détermination de la demande chimique en oxygène (DCO) rend compte quant à elle de la matière organique dissoute, qu'elle soit biodégradable organique ou non.

### Cycles du carbone
Les sols et sédiments contiennent l'essentiel de la nécromasse récente et jouent donc un rôle majeur en termes de puits de carbone. Ainsi, selon l'Ademe, en France, les sols agricoles et forestiers (sur environ 80 % du territoire) séquestrent actuellement 4 à 5 Gt de carbone (15 à 18 Gt CO2) dont près d'un tiers dans la biomasse (arbres principalement) et plus des deux tiers dans les sols, et toute variation positive ou négative de ce stock influe sur les émissions nationales de gaz à effet de serre (GES), estimées à 0,5 Gt CO2 éq/an (valeur 2011).

## Économie

### Agriculture et sols
La matière organique est le principal réservoir de carbone biodisponible du sol (l'un des déterminants et un des indicateurs de sa fertilité et de sa cohérence physique (par la formation d’associations organo-minérales, le « complexe argilo-humique ») ; c'est un déterminant majeur de la capacité des sols à produire des aliments et des matériaux, et à fournir d’autres services écosystémiques comme la régulation du climat et des micro-climats, du cycle de l’eau ou de la qualité de l’air.
D'un certain point de vue, l'agriculture est un ensemble de techniques agroécologiques de valorisation et développement de la matière organique du sol. Ses rendements sont augmentés par l'incorporation de matière organique (compost, fumier, lisier, purin, etc.). Les éléments chimiques intéressants, comme l'azote et le phosphore, présents dans la matière organique, sont lentement libérés au bénéfice de la culture lors de sa lente décomposition de cette matière préparée sous forme de et incorporés au sol comme fertilisants.

## Mesures, bilans, cartographie
À partir des années 1940, l'importance du rapport C/N est reconnue par les agriculteurs et de premiers bilans de la matière organique dans le sol sont réalisés. Des cartes pédopaysagères ont été réalisées (ex. : Cartographie communale des teneurs en matière organique des sols bretons).
Parmi les moyens d'étudier plus finement la dynamique et la cinétique de la matière organique dans les sols figurent :
- le traçage isotopique[19] ;
- le fractionnement : des méthodes de fractionnement permettent de séparer des matières organiques libres ou associées aux minéraux du sol[20]. Bien évaluer le stock de carbone organique d'un sol implique aussi de distinguer deux compartiments (actif, stable);
- les études rétrospectives ; étudier la matière organique formée dans certains paléoenvironnements est possible[21]. Le carbone 13 permet aussi d’étudier la dynamique de la matière organique dans les paléoenvironnements continentaux[22] ;
- la fluorescence permet d'étudier la matière organique dans les eaux riches en composés humiques (en zone tropicale notamment)[23] ;
- le calcul d'indices de minéralisation/stabilisation.  Un ISB (Indice de Stabilité Biochimique) et un calcul Tr (Taux résiduel) ont été normalisés en 2002[24], puis deux indices CBM et ISB ont été créés pour décrire le degré de résistance de la matière organique à la minéralisation[25]. En 2009, un indice unique ISMO (acronyme de Indices de stabilité de la matière organique) a été créé et normalisé pour notamment faciliter le calcul des bilans humiques. L'ISMO combine les deux indices précédents pour décrire[26] le potentiel stabilisateur (pour la structure du sol) d'apports de matière organique, par exemple sous forme de compost (compost d'ordures ménagères résiduelles = OMR, par exemple), de digestat ou de matières résiduaires (boue d'épuration)[27] ; cet indicateur, pour le produit initial (l'intrant) présente le pourcentage de matière organique potentiellement résistante à la dégradation ; plus l'ISMO est élevée, plus le potentiel amendant organique du produit est élevé, c'est-à-dire mieux il contribuera à améliorer la structure du sol, sa résistance à l'érosion hydrique notamment. À titre d'exemple les tourbes, écorces de résineux ou déchets verts compostés ont un très bon indice, alors que les fientes de volailles, les résidus de cultures, pailles et bois très jeunes ou composts urbains, ainsi que les boues d'épuration ont un indice mauvais à médiocre. Nota : il figure aussi dans la norme NF U44-051, comme marquage facultatif ; attention, cet indice ne dit rien sur la quantité de nutriments biodisponibles apportés par l'intrant, ni sur leur teneur en contaminants, il ne décrit qu'une valeur stabilisatrice pour le sol (et son calcul donne parfois des mesures aberrantes), de plus une fois dans le champ ou le jardin, le taux d’argile, le pH, le microclimat, les pratiques culturales et le type de sol (nu ou cultivé, en pente ou non), ainsi que la forme de l'intrant (mulch, grain, boue séchée ou non, etc.) auront aussi une influence sur la minéralisation ou stabilité de la matière organique ainsi (ré)introduite dans le milieu.
- Des cartographies de variations naturelles ou anthropiques de la teneur en matière organique du sol commencent à être faites.

### Utilisations énergétiques
Les liaisons carbone-carbone sont riches en énergie. La combustion des composés organiques libère cette énergie sous forme de chaleur et peut être utilisée pour divers besoins : chauffage, transport.
- Combustible fossile (pétrole…).
- Énergies ou biomasse non fossiles : bois, biogaz, biocarburants.

Dans les fonds de lacs, lagunes, lagunes hypersalées et mers, et aux marges du plateau continental, la matière organique évolue physiquement et chimiquement après avoir sédimentée ; elle est ainsi à l'origine des ressources énergétiques fossiles résultant de leur décomposition depuis l'apparition de la vie :
- pétrole et gaz naturel, états de décomposition incomplète de matière organique bactérienne, microbienne produite en milieu océanique ;
- charbon, lignite et tourbes, décomposition incomplète de végétaux terrestres, ou de zones humides.

## Ambiguïté de la notion de matière organique
La matière organique n'est pas nécessairement créée par des organismes vivants, et ces derniers ne reposent pas exclusivement sur elle. La coquille d'une palourde, par exemple, bien qu'elle soit le produit d'un organisme vivant, ne peut pas être décomposée — en premier lieu à cause de sa pauvreté en molécules organiques. Un contre-exemple est l'urée, une substance organique qui peut être synthétisée sans avoir recours à une activité biologique.
La corrélation entre « organique » et organisme vivant vient de l'idée scientifique, aujourd'hui abandonnée, du vitalisme, laquelle attribuait à la vie une force spéciale qui lui conférait à elle seule le pouvoir de créer les substances organiques. La synthèse de l'urée par Friedrich Wöhler en 1828 fut une première remise en question de cette théorie, avant la microbiologie moderne.